# 350. pehotni polk (Italija)
350. pehotni polk Afrika Settentrionale je bil pehotni polk Kraljeve italijanske kopenske vojske.

## Zgodovina
Med drugo svetovno vojno je bil polk nastanjen v Severni Afriki.